# Fort Saint-Louis (Martinique)
Pour les articles homonymes, voir Fort Saint-Louis et Fort Royal.
Fort Saint-Louis est un fort militaire français de type Vauban situé à Fort-de-France, en Martinique, base navale de la Marine nationale aux Antilles.

## Historique
Vers 1638, Jacques Dyel du Parquet, lieutenant général de la Martinique depuis le 2 décembre 1637, entreprend de bâtir des palissades en planches pour fortifier la presqu'île rocheuse qui s'avance dans la très convoitée baie du « Cul-de-Sac-Royal » et protège le mouillage du Carénage où les voiliers de guerre et de commerce viennent se mettre à l'abri des ouragans. Il ne s'agit alors que d'un simple fortin de bois. En 1666, une palissade et un fossé sont construits sous l'impulsion du gouverneur général des Isles et Terre Ferme de l'Amérique, Jean-Charles de Baas.

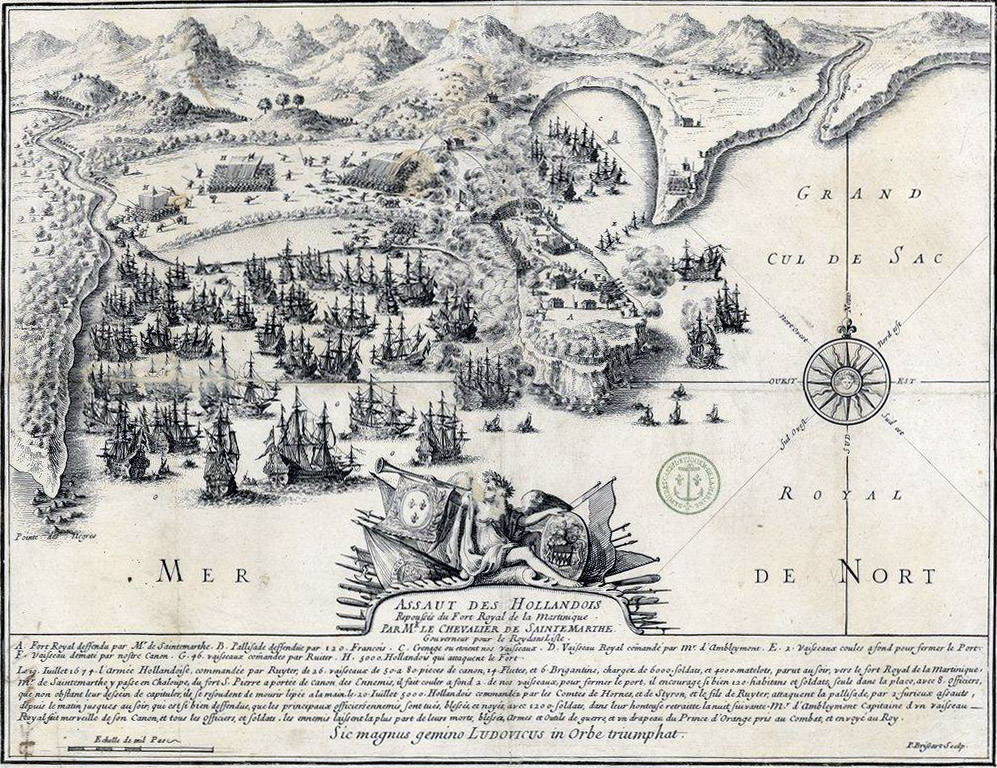
Bataille du Fort-Royal en 1674, par Pierre Brissart

Dès janvier 1672, alors que débute la Guerre de Hollande, le roi Louis XIV demande au marquis de Baas de pousser les travaux du fort en vue d'une inéluctable attaque hollandaise. Le gouverneur sollicite alors le Conseil souverain et obtient 20 000 livres pour la construction d'un fort à l'entrée du Cul-de-Sac-Royal. Les fortifications s'intensifient afin de ceinturer le gros mamelon pointu d'un double rang de palissades de madriers qui ferment par le bas la langue de terre reliant la presqu'île à la terre ferme, avec un autre rang de palissades sur la hauteur, et deux batteries à barbette, une sur la pointe pour défendre l'entrée du port, appelé le Carénage, et l'autre du côté de la rade du Cul-de-Sac-Royal. Des murs remplacent des palissades, suscitant le doute du marquis de Bass qui pointe « la mauvaise maçonnerie et les embrasures mal faites ».  Nommé Fort-Royal de la Martinique, le nouveau fort abrite une garnison chargée de protéger les habitants de la colonie. Il prouve son efficacité lors de la bataille du Fort-Royal le 20 juillet 1674, lorsque le marquis de Baas, aidé du chevalier de Sainte-Marthe, gouverneur particulier de la Martinique, repousse victorieusement les assauts de la flotte néerlandaise commandée par l'Amiral Michiel de Ruyter. La Martinique est imprenable. 
Les dessins du Fort Royal sont établis en 1676 par François Blondel, disciple de Vauban.

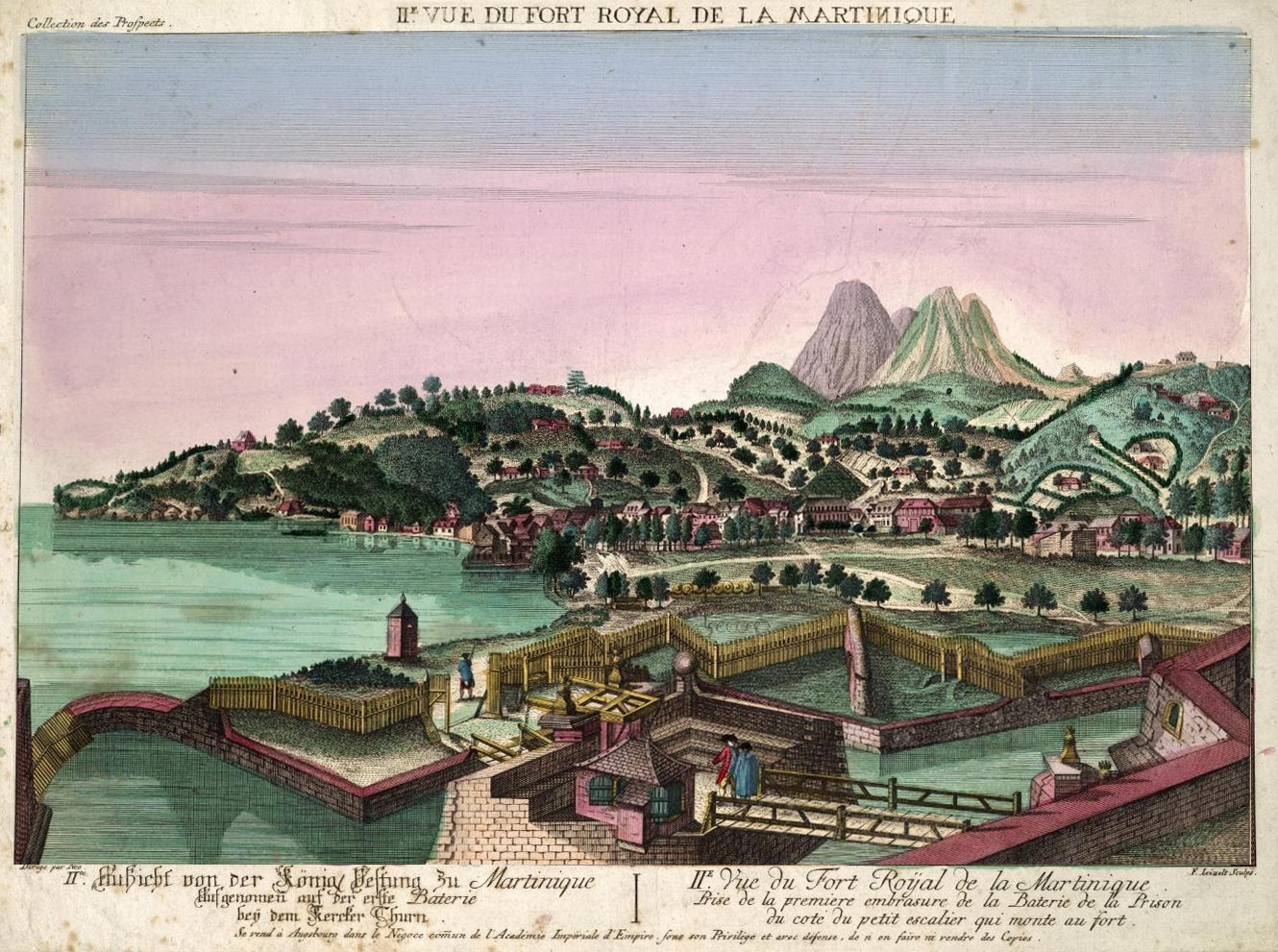
Vue du Fort-Royal de la Martinique, vers 1750, par François Denis

Le comte de Blénac, nouveau gouverneur des Isles et Terre Ferme de l'Amérique dès 1677, développe et renforce le Fort-Royal. Il confie les travaux à Monsieur de Dujoncheray qui, avec les ingénieurs Combes, Payen et Caylus, le transforme en citadelle à la Vauban et donne au fort sa forme définitive en 1680. C'est à ce moment que le fort prend le nom de Fort Louis en l'honneur de Louis XIV. Le fort peut accueillir jusqu'à huit cents hommes. Blénac décide d'y établir le pavillon Royal, siège du gouverneur de la colonie, où il réside dès 1681 et y décède en 1696. Il y installe également le Conseil souverain. La ville de Fort-Royal, dont la construction a commencé en 1673, devient alors la capitale administrative de la Martinique, Saint-Pierre plus au nord, demeurant la capitale économique. De coûteux travaux d'assainissement sont entrepris à la fin du XVIIe siècle afin d'améliorer le climat de Fort-Royal, l'air étant une véritable infection puisque la ville est installée sur un marécage. 
En pleine Guerre de Sept Ans, le fort résiste d'abord victorieusement à une première tentative d'invasion anglaise menée par l'Amiral George Brydges Rodney en janvier 1759, mais ses imposantes murailles ne lui sont plus d'aucun secours lors de la seconde tentative d'invasion anglaise de janvier 1762 qui voit les Anglais prendre en tenaille les fortifications françaises et s'emparer des hauteurs de Fort-Royal pour bombarder Fort Louis. Le fort capitule le 3 février, après une résistance héroïque des compagnies franches de la marine qui leur vaut les honneurs de la guerre de la part du vainqueur. Les nouveaux maîtres de l'île le rebaptisent Fort Edward, en hommage à leur souverain. La Martinique est cependant restituée à la France par le traité de Paris du 10 février 1763. La prise du fort par les Anglais ayant montré les limites du système défensif de la capitale de l'île, la construction du Fort Bourbon est entreprise sur le morne Garnier surplombant la baie afin d'améliorer le dispositif défensif et le Fort Louis est renforcé par l'édification de bastions fortement armés et d'une plate-forme destinée à recevoir une batterie sur la pointe sud.  

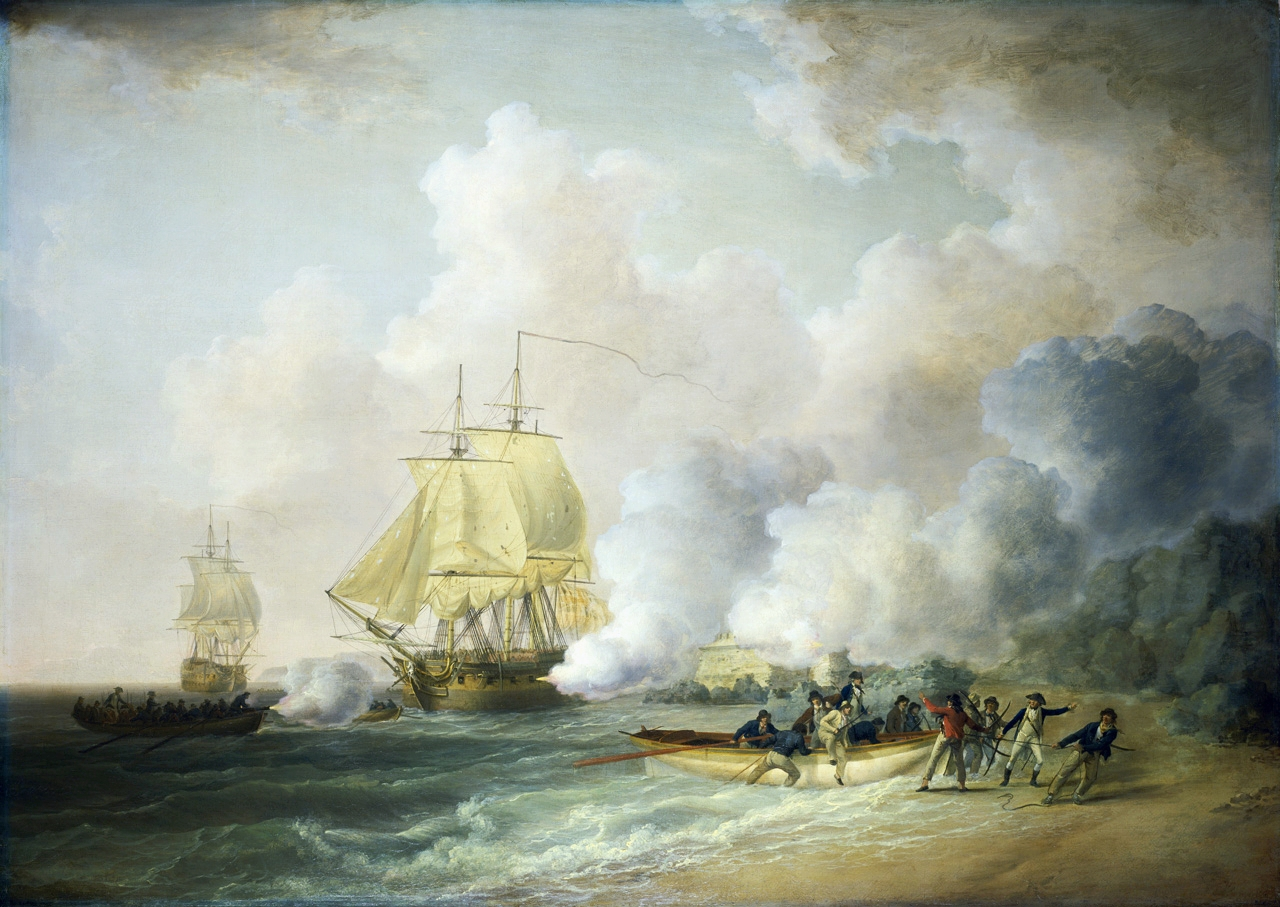
The Capture of Fort Louis, Martinique, 20 March 1794, par William Anderson (1795).

Rebaptisé Fort de la République en 1793, le fort est pris une nouvelle fois par les Anglais le 20 mars 1794 et reprend alors le nom de Fort Edward. La Martinique est à nouveau restituée à la France par la paix d'Amiens du 25 mars 1802 et le fort redevient Fort Louis, mais il ne joue aucun rôle dans la défense de l'île lors de la seconde conquête anglaise du 8 février 1809. Le traité de Paris du 30 mai 1814 restitue l'île à la France et la Restauration donne le nom de Fort Saint-Louis à l'ancien Fort-Royal. Le capitaine français Claude Toussaint Pouchin y meurt en 1818; il était le père du lieutenant général belge Jean Eglé Edouard Pouchin né à Dieppe en 1812 et mort à Spa en 1883)[réf. nécessaire]
Le fort est rebaptisé Fort de la République sous la Troisième République, puis reprend finalement son appellation de Fort Saint-Louis. Son intérêt stratégique décline alors fortement face aux progrès de l'armement moderne, à tel point qu'il est abandonné et transformé en zoo à la fin du XIXe siècle. Les derniers pensionnaires de ce zoo encore présents dans l'enceinte du fort sont des iguanes communs, de l'espèce « Iguana iguana », qui ne doivent surtout pas quitter l'enceinte du fort afin de ne pas se mélanger à l'espèce endémique des Petites Antilles « Iguana delicatissima » sous peine de provoquer l'apparition d'une espèce hybride comme en Guadeloupe et aux Saintes.
Après la Seconde Guerre mondiale, le Fort Saint-Louis est attribué à la Marine nationale qui en fait sa base navale aux Antilles.
En 2013 et 2014, le quai des Avisos situé au pied du Fort-Saint-Louis est rénové et agrandi (passant de 55 à 70 mètres de long) pour accueillir simultanément les frégates Germinal et Ventôse. 
Le fort fait l'objet de travaux d’entretiens et de restaurations réguliers financés par les Ministères de la Culture et de la Communication et de la Défense. 

### Changements de nom
Le fort a changé plusieurs fois de nom au cours de son histoire : 
- Fort-Royal de la Martinique de 1672 à 1680
- Fort Louis de 1680 à 1762
- Fort Edward de 1762 à 1763 (occupation anglaise)
- Fort Louis de 1763 à 1793
- Fort de la République de 1793 à 1794
- Fort Edward de 1794 à 1802 (occupation anglaise)
- Fort Louis de 1802 à 1809
- Fort Edward de 1809 à 1814 (occupation anglaise)
- Fort Saint-Louis à partir de 1814, du nom du saint patron de Fort-de-France.

## Description
Le fort est composé de plusieurs bastions qui le fortifient : le bastion du Carénage, le bastion royal, la batterie basse de la Pointe et le bastion Sainte-Marthe. 

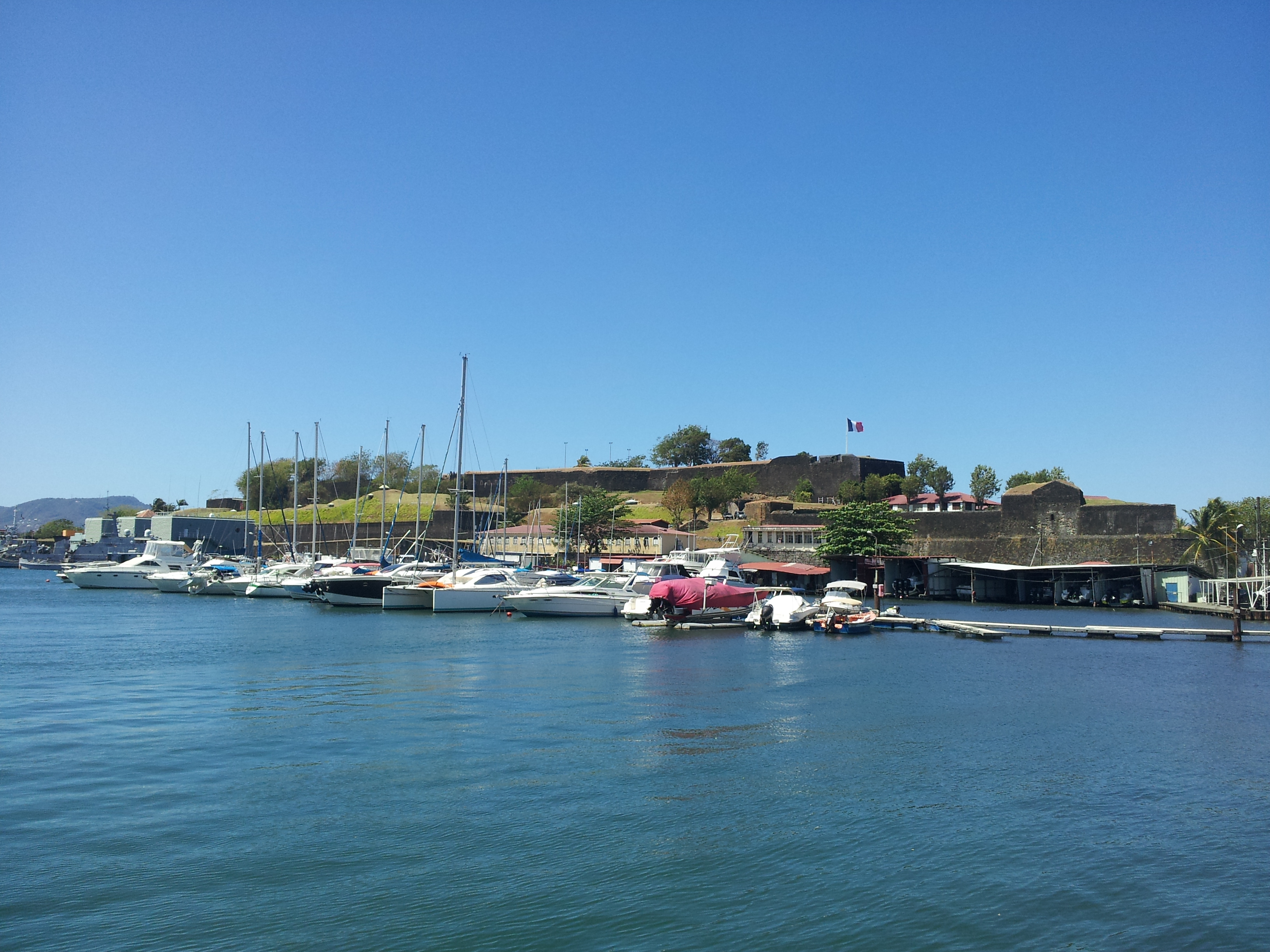
Fort Saint-Louis vu de la baie du Carénage
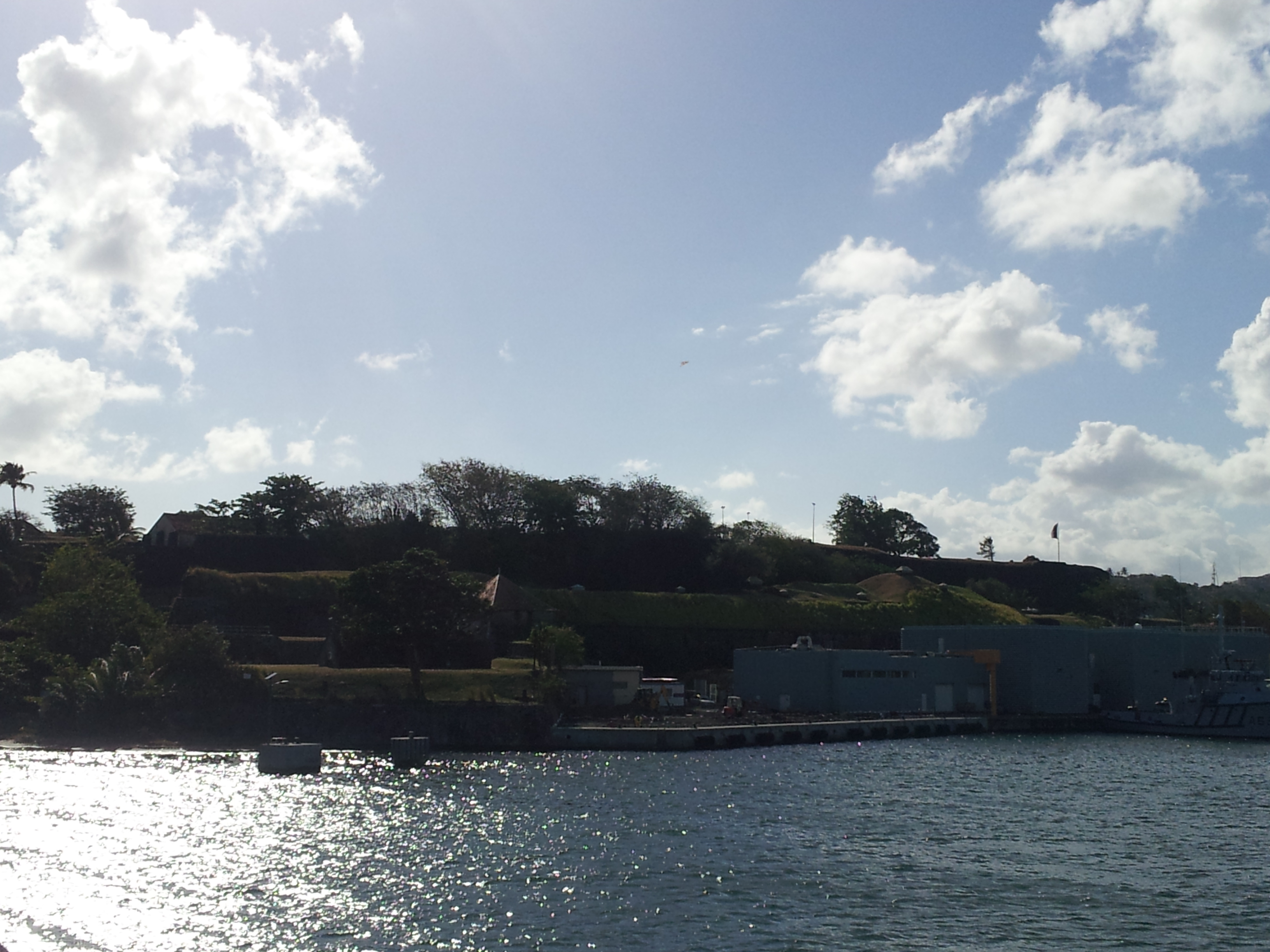
Fort Saint-Louis vu de la baie du Carénage
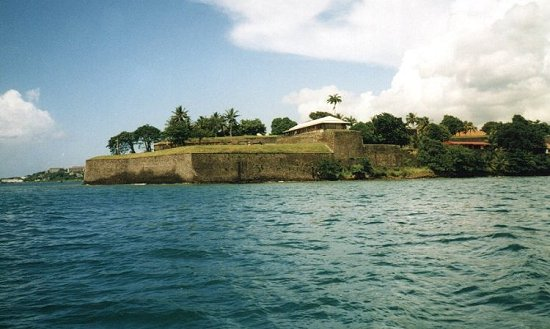
Fort Saint-Louis vu de l'entrée de la baie du Carénage
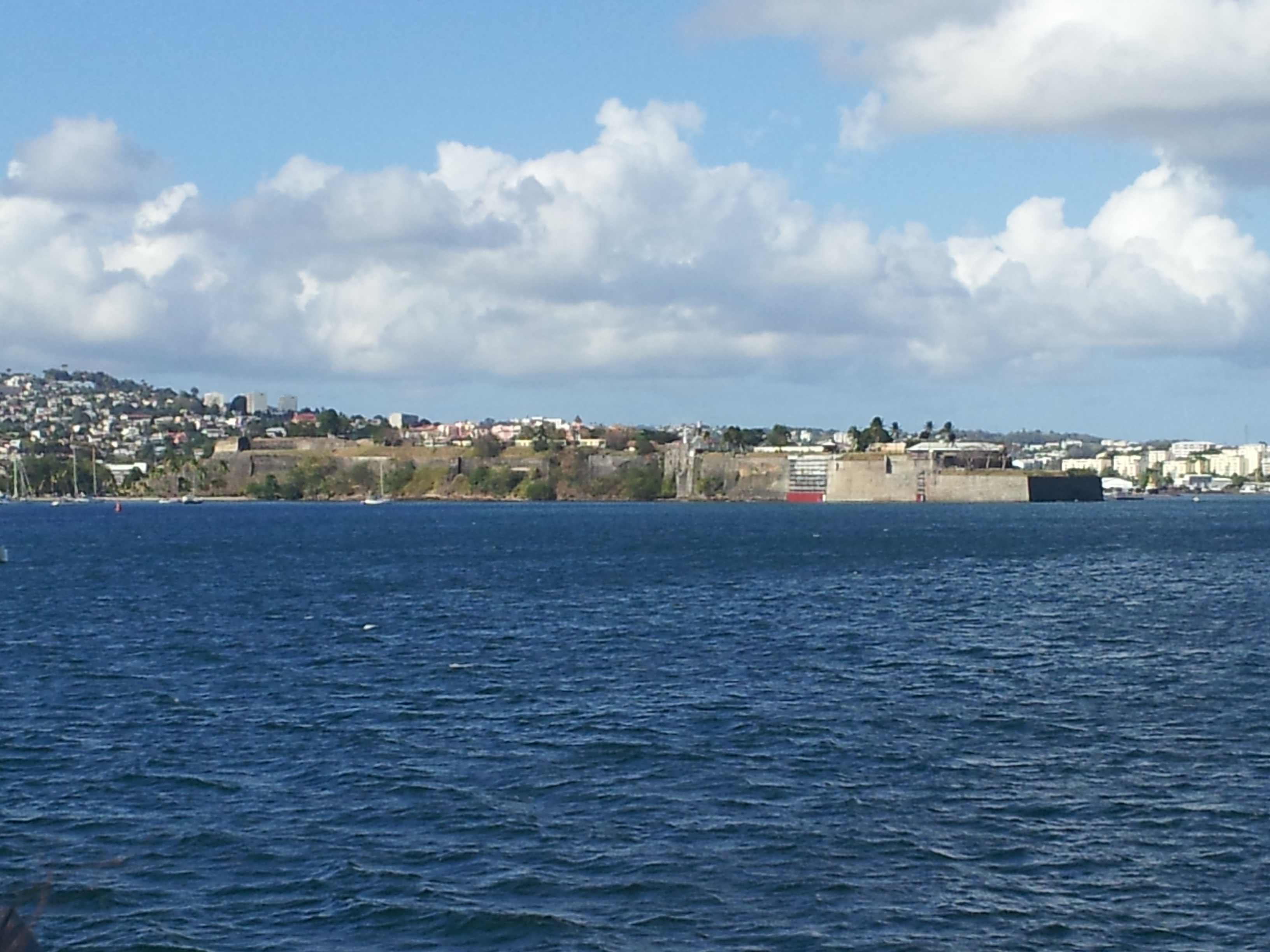
Fort Saint-Louis vu de la baie des Flamands

L'intérieur du fort est desservi par le boulevard de Blénac avec son prolongement, le boulevard de Baas jusqu'à l'entrée du bastion royal. La route Dauphine mène jusqu'à l'entrée arrière de la caserne d'Aublimont. La porte de Blénac et la porte de Baas ouvrent le fort vers l'extérieur. 
On trouve plusieurs bâtiment à l'intérieur de l'enceinte du fort comme le pavillon Aycard et le pavillon Delacoste.

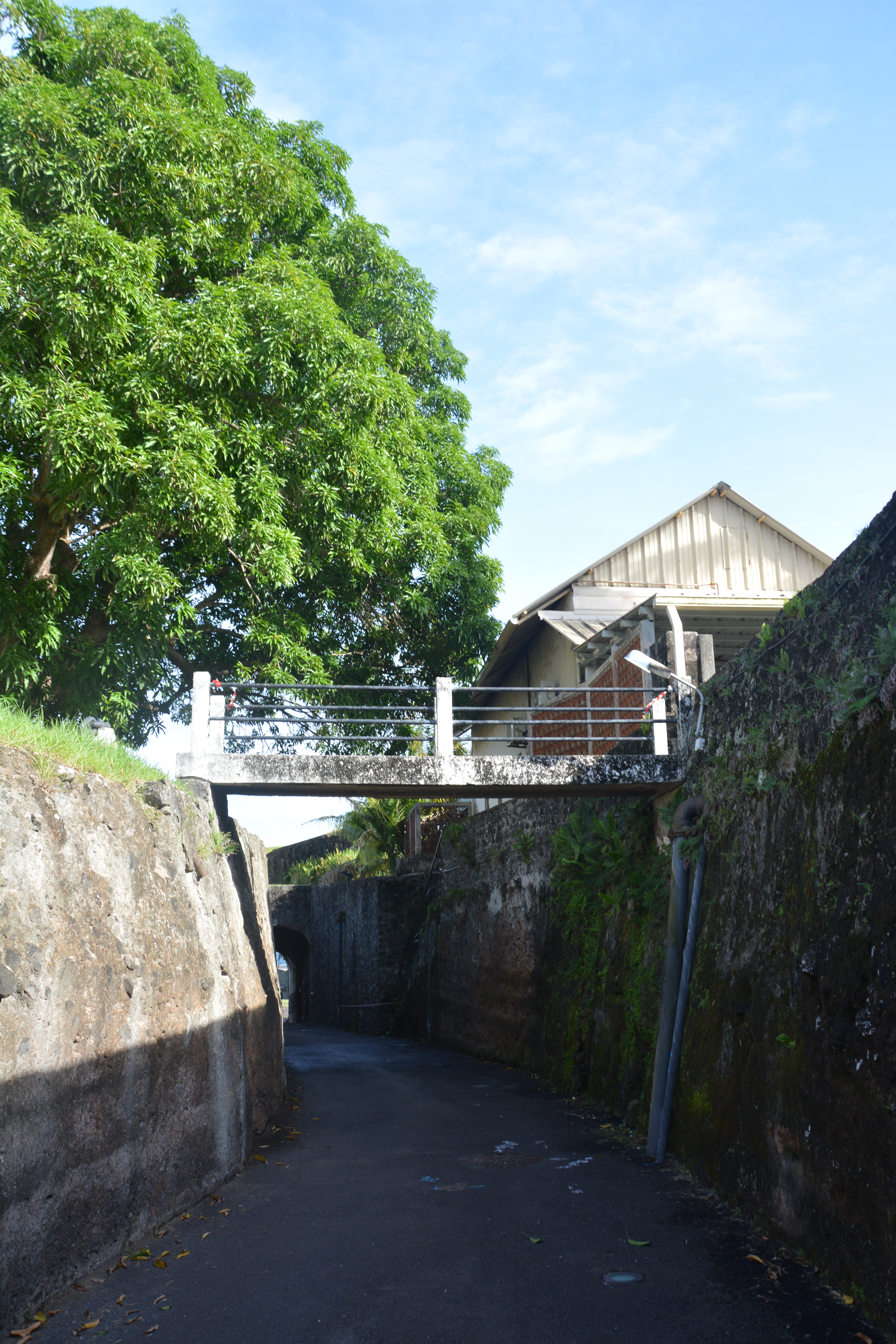
Les "ruelles" ont gardé le charme des temps anciens
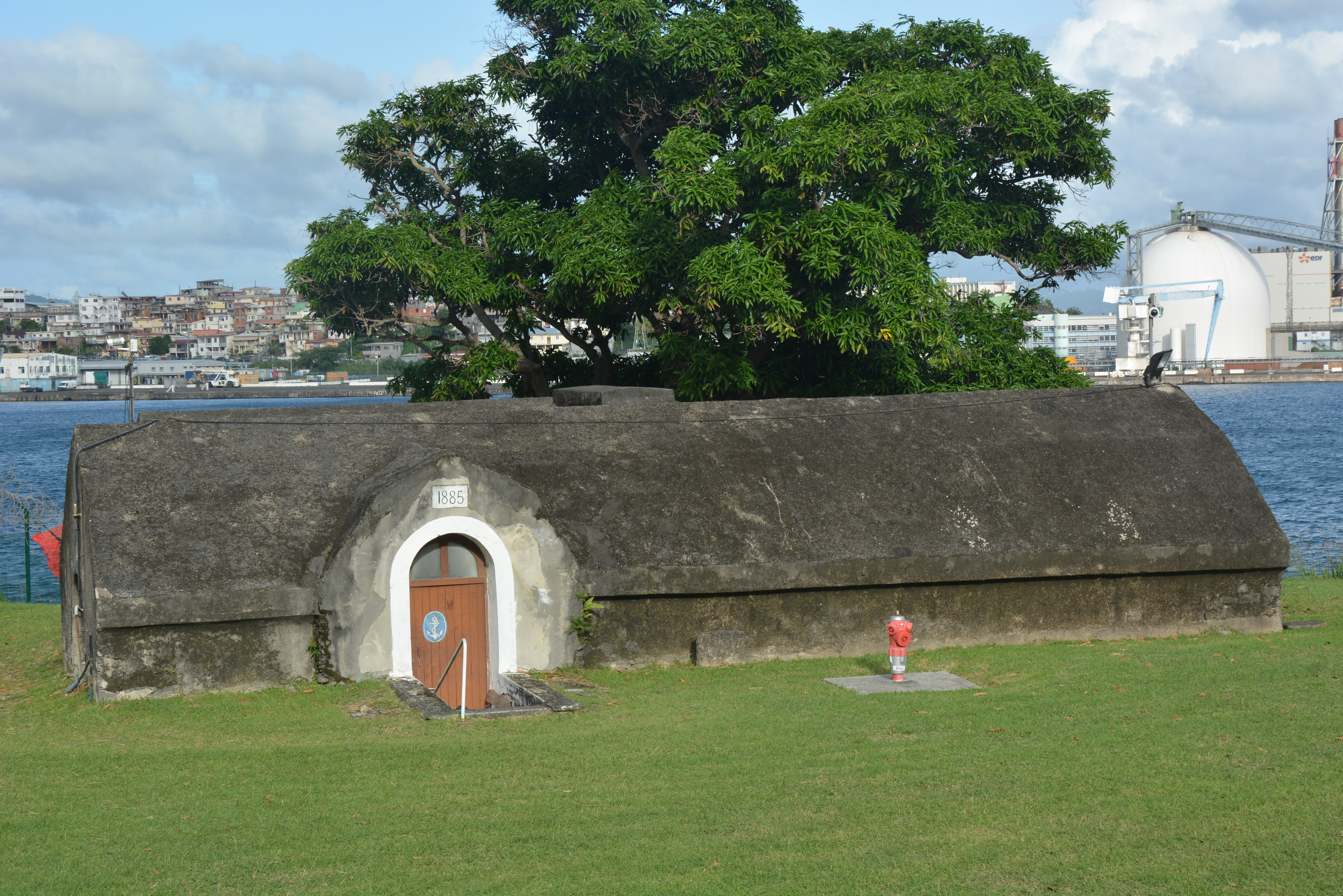
Les casemates
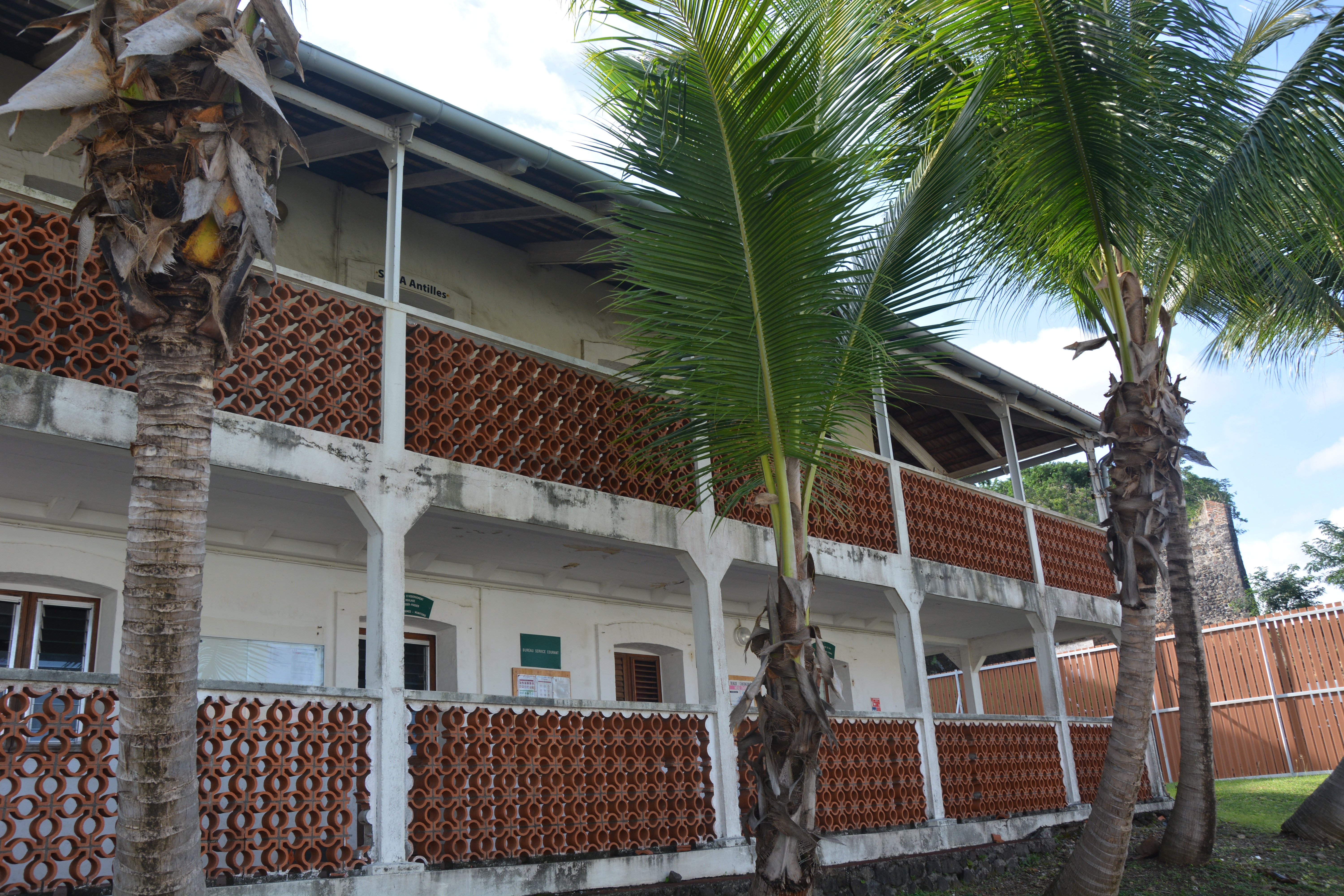
Le bâtiment de l'infirmerie le long de la descente vers le boulevard de Blenac
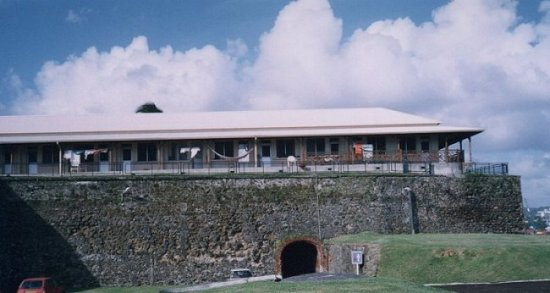
Le "célibatorium"
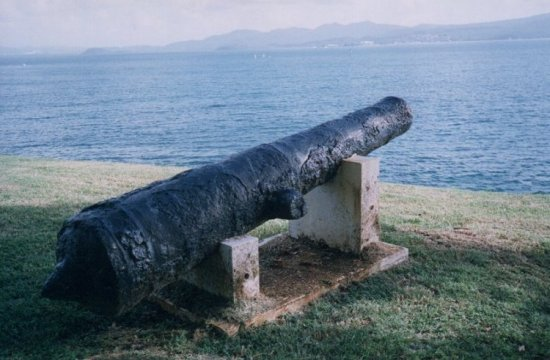
Un des canons qui gardaient l'entrée de la baie de Fort-de-France

## Affectation actuelle

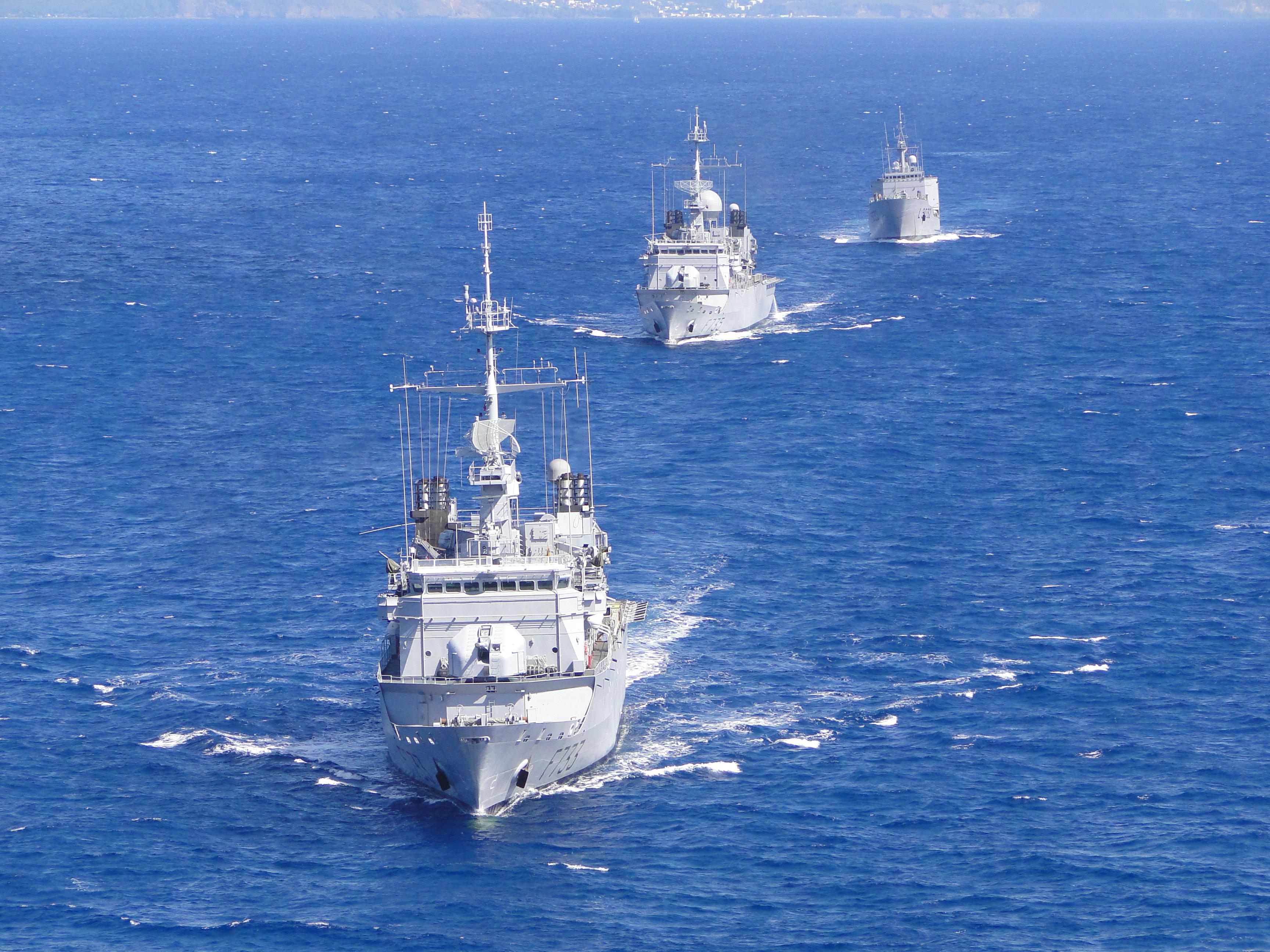
Le Ventôse, le Germinal et le Dumont d'Urville en entrainement commun en 2012.

Fort Saint-Louis est la base navale de la Marine nationale des Forces armées aux Antilles (FAA). Sa mission principale est le soutien des bâtiments affectés et de leurs équipages (maintenance technique, servitudes, casernement, etc.) mais la base constitue en elle-même une unité opérationnelle, qui assure ou contribue directement aux missions des forces armées aux Antilles (soutien aux populations en cas de catastrophe naturelle, lutte contre les pollutions maritimes, patrouilles côtières, etc.). L'état major, composé de 7 officiers commandé par un capitaine de vaisseau, y est installé ainsi que l'antenne Caraïbe de l'’OFfice AntiSTupéfiants (OFAST).
Dans le bassin du Carénage, le long du flanc sud du fort sont accostés ses bâtiments affectés : 
- le Ventôse, une frégate de surveillance de la classe Floréal pouvant embarquer l'hélicoptère Panther du détachement de la 36F basé en Martinique
- le Germinal, sister-ship du Ventôse
- la Combattante, un patrouilleur de classe La Confiance
- le Dumont d'Urville, un bâtiment de soutien et d'assistance outre-mer de classe d'Entrecasteaux. Livré en 2019, il remplace le bâtiment de transport léger Dumont d'Urville (L9034)
- le remorqueur portuaire côtier (RPC) Maïto (A636)
- le chaland multi-mission Luciole, admis au service actif en 2020
- les remorqueurs/pousseurs de 10 tonnes L'Huitrier et Le Pélican[5]

La base accueille également de nombreux bâtiments de passage, notamment le patrouilleur côtier de gendarmerie Violette basé en Guadeloupe et les patrouilleurs basés en Guyane qui viennent à Fort de France pour effectuer leurs arrêts techniques, et des bâtiments militaires étrangers en escale, en coordination avec le Grand Port de la Martinique.

## Protection au titre des Monuments historiques, visite et valorisation
Le site est actuellement classé au titres des monuments historiques depuis le 15 mars 1973. 
Base navale militaire, le site n'était ouvert au public que lors de visites guidées, ainsi que pendant la journée de la Marine nationale en avril et les journées du patrimoine en septembre. Depuis le 20 juillet 2014, le fort est partiellement ouvert tous les jours au public, sur un circuit délimité et mis à disposition de l'office de tourisme pour l'organisation de visites guidées. La seule opportunité de visite de la totalité du Fort reste les journées européennes du patrimoine. 
Un "Parcours du Patrimoine" a été réalisé par HC éditions avec le soutien de la Direction des affaires culturelles de Martinique. Les auteurs sont Geneviève Leti, Léo Élisabeth, Jonathan Vidal, "Fort Saint-Louis", HC éditions, date de parution : 13/09/2013, 80 pages,  (ISBN 978-2-35720-006-7). 